# 藤巻百貨店
藤巻百貨店は元伊勢丹のカリスマバイヤー故藤巻幸大のプロデュースの元、2012年5月にオープンしたメイドインジャパンを中心とした日本をテーマにしたセレクトショップ。

## 概要
藤巻幸大がバイヤー時代に培ってきた日本の職人・産地・ものづくりを、世に広めたいという思いからスタート。現代のライフスタイルにアイテムに向けた商品を中心に、江戸切子などの伝統工芸品から、鞄・革小物・ファッションアイテムまで、アイテムを数多く取り扱う。
立ち上げ当初、FacebookなどのSNSと連動したソーシャルコマースや、目利きによるキュレーションECサイトの代表的サービスとして有名になる。
また値引き戦略の多いECサービスにおいて、同サービスは、職人による手間のかかった商品は値引き販売するべき物ではないとし、商品背景にフォーカスしたコンテンツ型で魅力を訴求、定価販売をサービス開始当初より実施している。
なお、サービス立ち上げ時は株式会社ザッパラスの新規事業プロジェクトの一つとしてスタートしたが、2015年8月に藤巻百貨店事業を運営する株式会社caramoを設立、藤巻幸大と一緒に立ち上げを行った中村亮が代表を務める。その後、2015年10月にトランス・コスモス株式会社の100％子会社となっている。
2016年3月に東急プラザ銀座に初のリアルショップである銀座店をオープン。

## 沿革
- 2012年5月 - ECサイトオープン
- 2014年3月 - 藤巻幸大、大動脈破裂のため死去。54歳没。[4]
- 2015年8月 - 株式会社caramo設立。以後、株式会社caramoにより運営。
- 2016年3月 - 東急プラザ銀座に銀座店をオープン
- 2018年4月 - 日本最大級の江戸切子イベント、江戸切子桜まつりを開催。
- 2021年8月 ‐ 日本の職人やクリエイターを支援するクラウドファンディングSTUNNING JAPANをスタート。
- 2022年1月 - STUNNING JAPANにて東レ・ディプロモードと初コラボ。3日で売上100万達成するなどクラウドファンディング事業も好調。
- 2022年8月 - 藤巻百貨店創業10周年記念リアルイベント藤巻百貨”展”を東急プラザ銀座3階の特設会場にて実施。約4,000人の来場。
- 2022年11月 - 藤巻百貨店のノウハウと、日本の一流の職人たちと共に創り出す「共創」をテーマとした新店舗藤巻百貨店exclusive 原宿神宮前をオープン。

## その他事業
- STUNNING JAPAN - 日本の職人やクリエイターを支援するクラウドファンディング
- CENTENA - ライフスタイルプロダクトブランド